# ريموندا الطويل
ريموندا حوا الطويل كاتبة وصحفية فلسطينية، ولدت عام 1944 في عكا فلسطين المحتلة.

## حياتها
ريموندا الطويل صحفية وكاتبة فلسطينية، ولدت عام 1944 في عكا لعائلة حوا الفلسطينية المسيحية. أرسلت وهي في سن السابعة للحياة في دير كاثوليكي في الناصرة بعد انفصال والديها، بينما نقل إخوتها إلى مدرسة داخلية في القدس. في عام 1957غادرت الداخل الفلسطيني المحتل إلى الضفة الغربية عبر بوابة مندلباوم لتلتحق بإخوتها في عمّان، وتزوجت من داود الطويل الذي أنجبت منه أربع بنات وابن، وعاشت في نابلس حيث بدأت حياتها العامة بالانضمام إلى الاتحاد النسائي العربي.

## نشاطها السياسي
شارك الطويل في النشاطات الناقدة للحكم الأردني في الضفة الغربية، وبعد احتلال الضفة عام 1967 شاركت في تنظيم حركة الاحتجاج على الاحتلال وسياسياته، وساعدتها معرفتها بالعبرية في مخاطبة سلطات الاحتلال والإسرائيليين. تعاونت مع ناشطي سلام من معسكر اليسار الصهيوني من أمثال أوري أفنيري ودعت للحوار بين الفلسطينيين والإسرائيليين من أجل حل سلمي قائم على دولتين لشعبين، وربطتها علاقة صداقة مع روث دايان زوجة موشيه دايان. . لقبتها الصحافة العبرية بالـ«نَمِرة من نابس». انتقلت لاحقاً إلى رام الله وفتحت في بيتها صالوناً أدبياً تحول مع الوقت إلى مركز للقاءات بين شخصيات فلسطينية وصحفيين أجانب وناشطين إسرائيليين ودبلوماسيين، وفي عام 1976 وضعت ريموندا تحت الإقامة الجبرية لمدة 6 أشهر بقرار عسكرى إسرائيلي. في عام 1978، افتتحت ريموندا طويل وكالة أنباء فلسطينية بالقدس ونشرت مجلة «العودة». كما أنها سُجنت لمدة 45 يوما لما يسمى بالأنشطة التخريبية خلال الاشتباكات مع مستوطنين صهاينة تعرضت فيها لضرب مبرح. وكانت ريموندا من المسيحيين الذين زاروا كنائس لطوائف متعددة.
لعبت ريموندا الطويل دورا في المراسلات بين مسؤولين إسرائيليين وقيادة منظمة التحرير كما تشير ابنتها سهى الطويل التي نقلت حمّلتها رسلة من عيزر وايزمان إلى ياسر عرفات. انتقدت أطراف فلسطينية مواقف ريموندا الطويل وعلاقاتها مع الإسرائيليين واعتبرتها نوعاً من التطبيع مع الاحتلال، وغادرت البلاد إلى باريس بعد أن فجر ناشطون سيارتها في رام الله، وواصلت النشاط السياسي والإعلامي في الخارج حيث لعبت دوراً في الاجتماعات واللقاءات الأولى بين منظمة التحرير الفلسطينية وسياسيين إسرائيليين. عادت في آخر الثمانينيات إلى الضفة الغربية وغادرتها مرة أخرى بعد تعرضها لتهديدات، واستقرت في باريس بعد زواج الرئيس الفلسطيني ياسر عرفات من ابنتها سهى في تونس.
في 1994، عادت إلى غزة وحضرت تأسيس السلطة الفلسطينية، في حين ظلت قريبة جداً من أصدقائها الفرنسيين والإسرائيليين. عام 2000، عند اندلاع الانتفاضة الفلسطينية الثانية، عاشت في رام الله في منزل قريب من مقر إقامة عرفات في المقاطعة ـ ورافقته في الطائرة الأردنية التي نقلته إلى عمان للقاء جاك شيراك.
من 2004 إلى 2007 عاشت ريموندا طويل مع ابنتها سهى عرفات في تونس. لاحقاً طردت العائلة من الأراضي التونسية بقرار من الرئيس زين العابدين بن على في أغسطس 2007 وحصلت في مالطا على اللجوء. نشرت ريموندا سيرة ذاتية باللغة الفرنسية صدرت في باريس عام 2001 بعنوان «فلسطين تاريخي»، يعتبر مكملاً لكتابها الأول «وطني سجني» الذي صدر عام 1979 بالتعاون مع الصحفي الإسرائيلي بيريتس كيدرون [الإنجليزية].